# Montbeugny
Montbeugny és un municipi francès, situat al departament de l'Alier i a la regió d'Alvèrnia-Roine-Alps. L'any 2007 tenia 616 habitants.

## Demografia

### Població
El 2007 la població de fet de Montbeugny era de 616 persones. Hi havia 231 famílies de les quals 45 eren unipersonals (19 homes vivint sols i 26 dones vivint soles), 63 parelles sense fills, 112 parelles amb fills i 11 famílies monoparentals amb fills.
La població ha evolucionat segons el següent gràfic:
Habitants censats

### Habitatges
El 2007 hi havia 261 habitatges, 234 eren l'habitatge principal de la família, 9 eren segones residències i 17 estaven desocupats. 259 eren cases i 1 era un apartament. Dels 234 habitatges principals, 175 estaven ocupats pels seus propietaris, 55 estaven llogats i ocupats pels llogaters i 5 estaven cedits a títol gratuït; 7 tenien dues cambres, 37 en tenien tres, 77 en tenien quatre i 113 en tenien cinc o més. 200 habitatges disposaven pel capbaix d'una plaça de pàrquing. A 86 habitatges hi havia un automòbil i a 141 n'hi havia dos o més.

### Piràmide de població
La piràmide de població per edats i sexe el 2009 era:
| Homes | Edats   | Dones |
| ----- | ------- | ----- |
| 0     | 95 o +  | 0     |
| 0     | 90 a 94 | 0     |
| 4     | 85 a 89 | 0     |
| 4     | 80 a 84 | 4     |
| 20    | 75 a 79 | 8     |
| 0     | 70 a 74 | 12    |
| 4     | 65 a 69 | 16    |
| 12    | 60 a 64 | 12    |
| 0     | 55 a 59 | 4     |
| 20    | 50 a 54 | 8     |
| 28    | 45 a 49 | 40    |
| 28    | 40 a 44 | 24    |
| 28    | 35 a 39 | 20    |
| 20    | 30 a 34 | 20    |
| 12    | 25 a 29 | 24    |
| 8     | 20 a 24 | 24    |
| 20    | 15 a 19 | 16    |
| 24    | 10 a 14 | 16    |
| 12    | 5 a 9   | 32    |
| 16    | 0 a 4   | 24    |

## Economia
El 2007 la població en edat de treballar era de 400 persones, 323 eren actives i 77 eren inactives. De les 323 persones actives 310 estaven ocupades (162 homes i 148 dones) i 14 estaven aturades (6 homes i 8 dones). De les 77 persones inactives 37 estaven jubilades, 21 estaven estudiant i 19 estaven classificades com a «altres inactius».

### Ingressos
El 2009 a Montbeugny hi havia 246 unitats fiscals que integraven 652,5 persones, la mediana anual d'ingressos fiscals per persona era de 17.287 €.

### Activitats econòmiques
Dels 17 establiments que hi havia el 2007, 3 eren d'empreses de fabricació d'altres productes industrials, 4 d'empreses de construcció, 3 d'empreses de comerç i reparació d'automòbils, 1 d'una empresa de transport, 2 d'empreses d'hostatgeria i restauració, 1 d'una empresa financera, 1 d'una empresa de serveis i 2 d'empreses classificades com a «altres activitats de serveis».
Dels 5 establiments de servei als particulars que hi havia el 2009, 1 era un guixaire pintor, 1 lampisteria, 1 electricista, 1 veterinari i 1 restaurant.
L'any 2000 a Montbeugny hi havia 18 explotacions agrícoles que ocupaven un total de 1.144 hectàrees.

## Equipaments sanitaris i escolars
El 2009 hi havia una escola elemental.

## Poblacions més properes
El següent diagrama mostra les poblacions més properes.